# Eduard Riecke

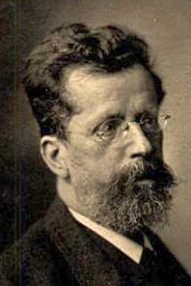
Eduard Riecke

Karl Victor Eduard Riecke (* 1. Dezember 1845 in Stuttgart; † 11. Juni 1915 in Göttingen) war ein deutscher Experimentalphysiker.

## Herkunft und Familie

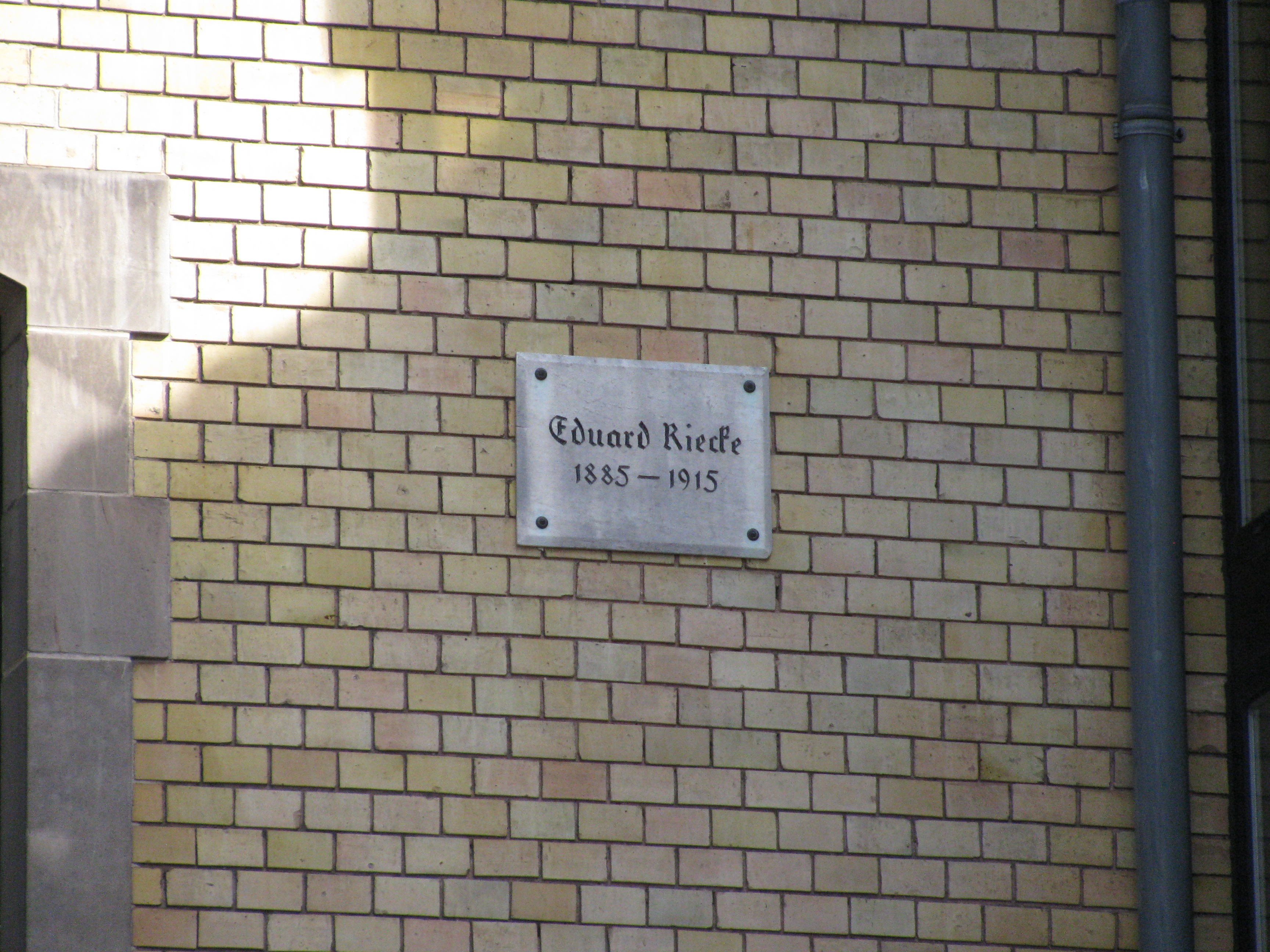
Gedenktafel für Riecke in der Bühlstraße 22 in Göttingen

Seine Eltern waren Victor Adolf von Riecke und dessen Ehefrau Julie Jäger (* 11. Juni 1816; † 20. Mai 1877). Sein Vater war praktischer Arzt in Stuttgart, ab 1850 Hofarzt und 1853 Obermedizinalrat sowie Mitglied des statistisch-topographischen Bureaus. Er ist Spross der württembergischen Familie Riecke.
Riecke war mit (Henny) Boedeker, einer Tochter des Professors für pharmazeutische Chemie in Göttingen Karl Boedeker, verheiratet. Das Paar hatte einen Sohn und eine Tochter.

## Leben
Riecke studierte Physik am Polytechnikum in Stuttgart, an der Universität Tübingen und an der Universität Göttingen  bei Wilhelm Weber und Friedrich Kohlrausch, wo er 1871 promovierte und sich kurz darauf habilitierte. 1873 wurde er dort außerordentlicher Professor und 1881 ordentlicher Professor, was er bis zu seinem Tod blieb.
Er führte Experimente zur Elektrizitätsleitung in Metallen aus, für die er ein Modell der Leitung durch Elektronen entwickelte, das von Paul Drude weiterentwickelt wurde. Mit dem Modell konnte unter anderem die Abnahme der Leitfähigkeit bei Temperaturzunahme erklärt werden. Später beschäftigte er sich unter anderem mit Elektrizitätsleitung in Gasen.
Im Jahr 1861 wurde er zum Mitglied der Leopoldina gewählt. Die Bayerische Akademie der Wissenschaften ernannte ihn 1909 zum korrespondierenden Mitglied. Er war seit 1872 Assessor und seit 1879 ordentliches Mitglied der Göttinger Akademie der Wissenschaften. Zu seinen Schülern gehört Johannes Stark.

## Schriften
- Lehrbuch der Experimental-Physik, 2 Bände, Leipzig 1896
- Lehrbuch der Physik, 2 Bände, Leipzig 1902, 1905, 1908, 1912
- Lehrbuch der Physik, 2 Bände, hg. von E. Lecher, Berlin 1918/1919 und 1923/1928